# Компьюлента
«Компьюле́нта» — Интернет-издание, посвящённое новостям компьютерной индустрии, новостной проект издательского дома «Компьютерра».
Представлял собой ленту новостей по темам: российские новости, корпоративные новости, Интернет, финансы, безопасность и право, дистрибуция, наука и техника, связь и телекоммуникации, software, hardware, компьютерные игры.
По заявлению редакторов издания на официальном сайте было сказано, что на КомпьюЛенте появляется около 40 новостей в день.
Главные редакторы:
- Александр Филонов (2000—2001)
- Кирилл Тихонов (2001—2004)
- Иван Карташев (2004—2006)
- Юрий Ильин (2007—2008)
- Игорь Исупов (2008—2014)

## Закрытие «ленты»
30 апреля 2014 года главным редактором анонсировано закрытие сайта:

Случилась экономика, только и исключительно. И никаких заговоров, злых владельцев и проч. А о том, что нынче в РФ если и есть независимая пресса, то только принадлежащая очень богатым людям, мы говорить не будем — сами знаете :). Как и о том, что наша тематика, как нам заявили на одном ведущем российском информпортале, «это ниша, а ниша нам не нужна». Причин у всего этого много, но нам они неподвластны. Вот и всё. Спасибо!
При этом, последний материал на «ленте» был написан Александром Березиным, и был опубликован 30 апреля 2014 года в 15:45, без соответствующего анонса (что более материалов не будет и т.д.), в разделе «Астрономия». Он имел следующий заголовок: «Наблюдения в реальном времени указывают на равномерность расширения вселенной», и был связан с темой того, как современная [дате публикации] техника «используется для отслеживания расширения окружающего пространства», и что она «несмотря на пока значительные неточности, уже может ответить на вопросы, принципиально неразрешимые для альтернативных методов» (с). 
Однако, в конце материала шёл необычный постскриптум:

P. S. 
Этим материалом «Компьюлента» заканчивает свою нынешнюю историю, совершенно не ведая, что ждёт её в будущем и ждёт ли вообще. Спасибо, что были с нами. Вы были хорошие, а мы, наверное, не очень. Прощайте :-).